# Tacuna saltensis
Tacuna saltensis là một loài nhện trong họ Salticidae.
Loài này thuộc chi Tacuna. Tacuna saltensis được María Elena Galiano miêu tả năm 1995.